# Михайло Винницький
Михайло Іван Винницький (нар. 5 лютого 1971 року, Кітченер-Ватерлу, Онтаріо, Канада) — український освітній і громадський діяч, колишній заступник Міністра освіти і науки України, викладач.
З 1 січня 2023 — віцепрезидент з науково-навчальних студій Національного університету «Києво-Могилянська академія». Керівник секретаріату Національного агентства із забезпечення якості вищої освіти (2019—2022), викладач Львівської бізнес-школи Українського Католицького Університету. Експерт з управління продажем і консультант з організаційного розвитку багатьох українських компаній. Бере активну участь у реформі вищої освіти. Член скаутської організації Пласт.
Лауреат антипремії «Академічна негідність» у номінації «Посіпака року 2023»

## Життєпис

### Походження та особисте життя
Михайло Винницький народився в канадському місті Кітченер-Ватерлу (Онтаріо), в сім'ї активних членів української діаспори в Канаді. Юність проводив в організації «Пласт», виховник і організатор літніх таборів для новацтва і юнацтва.
Вперше приїхав до України по програмі обміну учнів, яку організовувала Мала Академія Наук м. Львова у 1989 році. Впродовж 90-х років постійно приїздив до України 2-3 рази на рік. У першій половині 1991 року навчався по обміну студентів в Дніпропетровському державному університеті на історичному факультеті. Постійно проживає в Україні з 2003 року. У 2019 році, згідно Указу Президента України Петра Порошенка, отримав статус громадянина України.
Одружений з Мартою Винницькою (нар. 1970 р. у Львові), разом виховують чотирьох дітей.

### Освіта
1993 рік — випускник Університету Ватерлу (University of Waterloo) — подвійний диплом бакалавра з історії та філософії 1993 р.
У 1996 році вступив на навчання до Кембриджського університету (Великобританія), де у 1997 році отримав ступінь магістра в галузі суспільних наук, а в 2003 році здобув ступінь PhD. Тема дисертації: «Інститути і підприємці: культурні перетворення в секторі новостворених підприємств пострадянської України» (Institutions and Entrepreneurs: Cultural Evolution in the ‘De Novo’ Market Sphere in Post-Soviet Ukraine).

### Професійна діяльність
- 1993—1997 — менеджер з продажу у Lava Computer MFG Inc (Торонто, Канада).
- 1997—1999 — віцепрезидент з маркетингу та продажу[3] у Lava Computer MFG Inc (Торонто, Канада).
- 2003-дотепер — доцент кафедри соціології Національного університету «Києво-Могилянська Академія». Викладає авторські курси «Економічна соціологія та соціологія підприємництва», «Політична соціологія та соціологія еліт», Дослідницький семінар «Соціальні трансформації».
- 2008-дотепер — викладач магістерських програм (MBA, MSTM, MAHROD) і програм управлінського розвитку Львівської бізнес школи (LvBS) Українського Католицького Університету (УКУ), академічний лідер програми «Експортуй!», член Академічної ради МВА. Викладає авторські курси з напрямів управління продажем та організаційного розвитку.
- 2008—2013 — працював директором Докторської школи Києво-Могилянської академії, в рамках якої здійснювалося експериментальне реформування традиційної української аспірантури в європейську «докторантуру» і впровадження структрурованих PhD-програм. Співкоординатор проєктів «Asp2PhD» і «DocHub» (по реформі аспірантури і створенню регіональних докторських шкіл) за підтримки програми Еразмус+.
- 2012 — заснував корпоративний навчальний центр компанії Winner Imports Ukraine
- 2019 — 2022 — керівник Секретаріату Національного агентства із забезпечення якості вищої освіти.
- 2023 — віцепрезидент з науково-навчальних студій Національного університету «Києво-Могилянська академія»
- З 19 червня 2023 року по 8 серпня 2025 року — обіймав посаду заступника Міністра освіти і науки України[4][5].

У 2006 році заснував Президентську програму МВА (для власників-засновників підприємств) у Києво-Могилянській бізнес школі.

### Громадсько-професійна діяльність
- 2015—2020 — радник Міністра освіти і науки України (відповідальний за розробку і супровід впровадження програм доктора філософії (PhD), а також за активізацію студентського самоврядування в університетах в регіонах)
- член Національної команди з реформування вищої освіти Erasmus+
- учасник Ініціативної групи «21 листопада»
- член Опікунської ради Національної скаутської організації «Пласт»
- член Ради наставників Української Академії Лідерства

### Реформа освіти
Михайло Винницький вніс значний особистий внесок в реформу аспірантури України. В Докторській школі Києво-Могилянської Академії запроваджено перші в Україні структуровані PhD-програми європейського зразка, які згодом стали прикладом для впровадження загальнонаціональної реформи аспірантури. Ключовим елементом нової системи стала обов'язкова освітня складова, а також викладацька практика і входження аспірантів у міжнародне академічне середовище через публікації, конференції, мобільність.
Могилянська модель стала основою для реформи аспірантури, яку впроваджено через Закон «Про вищу освіту» 2014 року і Постанову Кабінету Міністрів України № 261 від 23 березня 2016 р., якою затверджено «Порядок підготовки здобувачів вищої освіти ступеня доктора філософії». Нова система захистів докторів філософії через разові спеціалізовані вчені ради впровадилася спочатку через Експеримент з присудження доктора філософії (Постанова Кабінету Міністрів України № 167 від 6 березня 2019 р.), а згодом і прийняттям Порядку присудження ступеня доктора філософії у 2021 році.
Окремі кроки Михайла Винницького на його посаді були неоднозначно сприйняті в освітньому середовищі. Його дії критикували за те, що він виштовхує молодих і перспективних науковців з України, знищує систему науки, зокрема підготовки наукових кадрів на користь іноземних держав. Інші ж його ініціативи — наприклад обмеження вступу в аспірантуру, зміна правил вступу після оголошення результатів були оцінені по-різному, з одного боку як вірний крок, який зупиняв ухиляння від мобілізації, а з іншого як запізнілий і такий, що суперечить українському законодавству. Тобто Винницького фактично звинувачували у некомпетентності і порушенні законів. При цьому у низці випадків протести були навіть у його рідній Києво-Могилянській академії, але прізвище Винницьокого намагалися не вказувати.

### Національне агентство із забезпечення якості вищої освіти
На початку 2019 року було затверджено склад Національного агентства із забезпечення якості вищої освіти на чолі із Сергієм Квітом, а Михайло Винницький очолив секретаріат агентства. Впродовж перших місяців роботи затверджено нове Положення про акредитацію освітніх програм. Далі здійснено відбір і підготовку майже 4000 експертів з акредитації для впровадження європейської системи зовнішнього забезпечення якості (відповідно до ESG-2015), сформовано 30 Галузевих експертних рад (ГЕР), впроваджено прозору електронну систему для документообігу і прозорої взаємодії під час процесу акредитації.
Розроблено Порядок присудження наукових ступенів.
Під час пандемії спричиненої коронавірусом SARS-CoV-2, впроваджено практику дистанційних акредитаційних візитів (вперше і наймасштабніше в світі), яка стала прикладом для багатьох іноземних агентств із забезпечення якості вищої освіти[джерело?].

### Міністерство освіти і науки України
19 травня 2023 року був призначений Кабінетом міністрів України на посаду заступника Міністра освіти і науки України з питань вищої освіти.
8 серпня 2025 року Кабінет Міністрів проголосував за відставку Михайла Винницького з посади заступника Міністра освіти і науки України.

### Корупційне правопорушення
У 2021 році Національне агентство з питань запобігання корупції склало на Винницького протокол про корупційне правопорушення: у 2000—2001 роках, коли Винницький очолював НАЗЯВО, він прийняв на роботу власну дружину Марту і в числі інших працівників, підписував документи на отримання нею премії. З цього приводу відбулось декілька судових процесів, доки у 2023 році апеляційний суд не виніс рішення про те, що корупційне правопорушення мало місце, але справа була закрита за строком давності.

## Творчість
На основі аналізу поточних подій у своєму блозі «Думки з Києва» (Thoughts from Kyiv) у 2019 році Михайлом Винницьким було написано та опубліковано англомовну книгу «Ukraine's Maidan, Russia's War. A Chronicle and Analysis of the Revolution of Dignity»[3]. У 2021 році книгу «Український Майдан, російська війна. Хроніка та аналіз Революції Гідності» було видано українською мовою. Вступ до книги написав директор Інституту українських студій Гарвардського університету професор Сергій Плохій.